# Гіллмен (Мічиган)
Гіллмен (англ. Hillman) — селище (англ. village) в США, в округах Монтморенсі і Алпена штату Мічиган. Населення — 605 осіб (2020).

## Географія
Гіллмен розташований за координатами 45°3′51″ пн. ш. 83°53′47″ зх. д. / 45.06417° пн. ш. 83.89639° зх. д. (45.064223, -83.896457).  За даними Бюро перепису населення США в 2010 році селище мало площу 4,41 км², з яких 4,28 км² — суходіл та 0,12 км² — водойми.

## Демографія
Згідно з переписом 2010 року, у селищі мешкала 701 особа в 300 домогосподарствах у складі 158 родин. Густота населення становила 159 осіб/км².  Було 363 помешкання (82/км²).
Расовий склад населення:
| - 97,9 % — білих - 0,7 % — корінних американців - 0,1 % — чорних або афроамериканців - 0,1 % — азіатів |

До двох чи більше рас належало 1,0 %. Частка іспаномовних становила 1,4 % від усіх жителів.
За віковим діапазоном населення розподілялося таким чином: 17,0 % — особи молодші 18 років, 51,8 % — особи у віці 18—64 років, 31,2 % — особи у віці 65 років та старші. Медіана віку мешканця становила 51,4 року. На 100 осіб жіночої статі у селищі припадало 85,9 чоловіків;  на 100 жінок у віці від 18 років та старших — 79,1 чоловіків також старших 18 років.
Середній дохід на одне домашнє господарство  становив 37 299 доларів США (медіана — 25 446), а середній дохід на одну сім'ю — 48 492 долари (медіана — 39 500). Медіана доходів становила 31 016 доларів для чоловіків та 41 250 доларів для жінок. За межею бідності перебувало 22,5 % осіб, у тому числі 38,9 % дітей у віці до 18 років та 16,6 % осіб у віці 65 років та старших.
Цивільне працевлаштоване населення становило 224 особи. Основні галузі зайнятості: освіта, охорона здоров'я та соціальна допомога — 25,9 %, роздрібна торгівля — 21,0 %, будівництво — 10,3 %, виробництво — 8,9 %.